# The Isness
A The Isness egy 2002-es elektronikus zenei album a The Future Sound of London-tól.

## Számok
1. "The Lovers" – 6:04
2. "The Isness" – 3:00
3. "The Mello Hippo Disc Show" – 5:25
4. "Goobye Sky (Reprise)" – 1:14
5. "Elysian Feels" – 4:47
6. "Go Tell It To The Trees Egghead" – 4:28
7. "Divinity" – 7:27
8. "Guru Song" – 2:49
9. "Osho" – 2:14
10. "Her Tongue Is Like A Jellyfish" – 2:34
11. "Meadows" – 3:29
12. "High Tide On The Sea Of Flesh" – 5:27
13. "The Galaxial Pharmaceutical" – 14:32